# Axel Hadenius
Karl Axel Gustaf Hadenius, född 10 juli 1945 i Norrköping, död 9 augusti 2021 i Uppsala, var en svensk statsvetare.

## Biografi
Axel Hadenius växte upp på familjens gård, Smedby, i Tingstad socken i Östergötland. Han tog studenten vid Norrköpings läroverk och begav sig därefter till Uppsala för att läsa samhällsvetenskapliga och humanistiska ämnen. Under studietiden var han aktiv inom studentpolitiken, som ordförande i ett av de större partierna (Uppsala Radikala Demokrater, URD) och var under ett år ledamot av studentkårens styrelse. Studierna ledde fram till doktorandutbildning i statsvetenskap, som slutfördes 1976. 
Han blev därefter verksam som forskare och lärare vid statsvetenskapliga institutionen vid Uppsala universitet. Han blev docent 1979, tillförordnad professor 1983 och fick en egen professur 1990. Under nittiotalet var han prefekt (administrativ chef) vid nämnda institution. 
Under flera perioder från åttiotalet och framåt var Axel Hadenius verksam som forskare i USA, vid University of California (Berkeley och Santa Barbara) och vid universitet i mellanvästern (Michigan State University). Från 2006 fram till sin pensionering innehade han en professur i statsvetenskap vid Lunds universitet.
Han var gift med Kajsa Hadenius och de hade tre barn.

## Forskning
Avhandlingens tema var organisationsutvecklingen, däribland centraliseringen, inom svensk fackföreningsrörelse.
Under 1980-talets första del låg hans fokus på politiskt beslutsfattande, med tillämpning av rationalistisk förklaringsanalys. Hans mest uppmärksammade skrift på detta tema var Spelet om skatten, 1981.
Senare gav han sig in på ett nytt område, internationell demokratisering. Där blev han verksam under lång tid framåt. Intresset riktades mot den så kallade tredje vågen av demokratisering som då skedde runt om i världen. Fokus låg på insamling av massdata som blev till föremål för förklarande analys med statistiska metoder. 
Som en del i detta arbete fick han uppdraget att arrangera ett Nobelsymposium rörande demokratiseringen och dess problem. Symposiet hölls i Uppsala 1994 och samlade en stor del av världens ledande demokratiforskare. Ett urval av bidragen utgavs i skriften Democracy’s Victory and Crisis, 1997.